# بایو لا بتری
بایو لا باتر شهری است در ایالت آلاباما در کشور آمریکا.

## مکان
با توجه به اطلاعات اداره آمار آمریکا مساحت آن در حدود ۱۰٫۸ کیلومترمربع است.

## مردم‌شناسی
با توجه به آمار سال ۲۰۰۰ جمعیت آن ۲۳۱۳ نفر، ۷۶۹ خانواده در آن ساکن هستند.
تعداد ۸۴۵ واحد خانه در هر مساحت تقریبی (۸۱akm²) قرار دارد.
۲۹٬۹% درصد از خانواده‌های فرزند زیر ۱۸ سال داشتند که از این تعداد ۵۲٬۸% درصد زوج بوده و ۱۷٬۶% درصد زنان بدون شوهر و ۲۲% درصد نیز غیر خانواده بودند.
متوسط درآمد یک خانواده در حدود ۲۷،۵۸۰ است و زنان درآمد متوسط ۲۲،۸۴۷ دلار آمریکاو مردان درآمد متوسط ۱۴،۰۴۲ دلار آمریکا بدست می‌آورند.